# Steinskaregga
Steinskaregga är en bergstopp i Antarktis. Den ligger i Östantarktis. Norge gör anspråk på området. Toppen på Steinskaregga är 1 620 meter över havet.
Terrängen runt Steinskaregga är kuperad åt nordost, men åt sydväst är den platt. Trakten är obefolkad. Det finns inga samhällen i närheten. 